# Son Hyung-seon
Son Hyung-seon (24 febbraio 1964) è un ex calciatore sudcoreano, di ruolo centrocampista.